# Kościół św. Doroty w Markowej
Kościół świętej Doroty – rzymskokatolicki kościół parafialny należący do dekanatu Łańcut I archidiecezji przemyskiej.
Jest to świątynia wzniesiona w latach 1904-1910 według projektu architekta przemyskiego Stanisława Majerskiego. Budowla jest halowa, orientowana, posiadająca płytki transept, jednowieżową fasadę oraz węższe i niższe od nawy prezbiterium. Kościół został zbudowany w stylu neogotyckim i posiada bryłę opiętą przyporami, między którymi są umieszczone ostrołukowe okna. Fasada jest zaakcentowana trzykondygnacyjną wieżą, przy której z lewej i prawej strony są umieszczone kruchty. Na skrzyżowaniu nawy z transeptem znajduje się strzelista wieżyczka – sygnaturka. Wnętrze jest nakryte sklepieniami krzyżowo – żebrowymi, z żebrami przechodzącymi w krótkie służki. Do wyposażenia należą: ołtarz główny, wykonany około 1910 roku, być może według projektu Szajny, rzeźbiarza z Jasła, oraz trzy ołtarze boczne ufundowane w 1935 roku, w których są umieszczone obrazy z II połowy XVII wieku. Do dziś zachowała się tylko drobna część historycznych sprzętów z wyposażenia dawnej świątyni. Do najcenniejszych należy z pewnością obraz Przemienienia Pańskiego, pochodzący z połowy XVII wieku. Drugi cenny obraz, na którym jest przedstawiona Matka Boska Częstochowska, powstał w 1764 roku i jest dziełem M. Nowakowskiego i Szymona Śląskiego.

## Rodzina Ulmów
W dniach 30 marca – 1 kwietnia 2023 została dokonana ekshumacja ich szczątków, a następnie po beatyfikacji zostały one złożone do specjalnie przygotowanego sarkofagu, w bocznym ołtarzu poświęconym Matce Bożej.